# فيكتور بيلي
فيكتور بيلي (بالإنجليزية: Victor Bailey)‏ هو عازف جاز أمريكي، ولد في 27 مارس 1960 في فيلادلفيا في الولايات المتحدة، وتوفي في 11 نوفمبر 2016 في Stafford, Virginia ‏ في الولايات المتحدة بسبب تصلب جانبي ضموري.

## وصلات خارجية
- الموقع الرسمي
- فيكتور بيلي على موقع IMDb (الإنجليزية)
- فيكتور بيلي على موقع ميوزك برينز (الإنجليزية)
- فيكتور بيلي على موقع أول ميوزيك (الإنجليزية)
- فيكتور بيلي على موقع ديسكوغز (الإنجليزية)